# آن كورنوال
آن كورنوال (بالإنجليزية: Anne Cornwall)‏ هي ممثلة أمريكية، ولدت في 17 يناير 1897 بنيويورك في الولايات المتحدة، وتوفيت في 2 مارس 1980 في الولايات المتحدة بسبب مرض.

## أعمال

### أفلام
- (1927) كلية
- (1938) لا يمكنك أن تأخذها معك
- (1939) السيد سميث يذهب إلى واشنطن

## وصلات خارجية
- آن كورنوال على موقع IMDb (الإنجليزية)
- آن كورنوال على موقع أول موفي (الإنجليزية)
- آن كورنوال على موقع قاعدة بيانات الفيلم (الإنجليزية)